# حكومة إبراهيم رئيسي
حكومة إبراهيم رئيسي هي حكومة الجمهورية الإسلامية الإيرانية منذ 3 أغسطس 2021، عقب الانتخابات الرئاسية الثالثة عشرة التي أُجريت في عام 2021.
كان إبراهيم رئيسي ثامن رئيس لإيران. شغل منصبه حتى وفاته في حادث تحطم مروحية ورزقان 2024، وكان يقود الحكومة الثالثة عشرة في جمهورية إيران الإسلامية، بعد المرشد الأعلى لإيران علي خامنئي.
أصبح محمد مخبر بعد ذلك الرئيس المؤقت لإيران. تولى المنصب في 19 مايو 2024، وتم تأكيده رسميًا من قبل خامنئي في 20 مايو. ورثت حكومة مخبر تركيبة حكومة إبراهيم رئيسي، وتمثل دورها الأساسي في الإعداد لـالانتخابات الرئاسية الإيرانية 2024؛ حيث أجري الدور الأول في 28 يونيو 2024، والدور الثاني في 5 يوليو 2024.

## أعضاء مجلس الوزراء
| المنصب              | الاسم                                          | الحزب                       | الحزب |
| ------------------- | ---------------------------------------------- | --------------------------- | ----- |
| الرئيس              | إبراهيم رئيسي (2021–2024) محمد مخبر (بالوكالة) | جمعية علماء الدين المجاهدين |       |
| النائب الأول للرئيس | محمد مخبر                                      |                             |       |
| رئيس ديوان الرئاسة  | غلام حسين إسماعيلي                             |                             |       |

### الوزراء
| الوزارة                                | الاسم                 | التعيين       | نهاية الخدمة        | الحزب | الحزب |
| -------------------------------------- | --------------------- | ------------- | ------------------- | ----- | ----- |
| الخارجية                               | حسين أمير عبد اللهيان | 25 أغسطس 2021 | 19 مايو 2024 (وفاة) |       |       |
| الخارجية                               | علي باقري (بالوكالة)  | 20 مايو 2024  |                     |       |       |
| الزراعة                                | جواد سادات نجاد       | 25 أغسطس 2021 |                     |       |       |
| الثقافة والإرشاد الإسلامي              | محمد مهدي إسماعيلي    | 25 أغسطس 2021 |                     |       |       |
| الاتصالات وتكنولوجيا المعلومات         | عيسى زارع بور         | 25 أغسطس 2021 |                     |       |       |
| الدفاع وإسناد القوات المسلحة           | محمد رضا أشتياني      | 25 أغسطس 2021 |                     |       |       |
| الاقتصاد والمالية                      | أحسان خاندوزي         | 25 أغسطس 2021 |                     |       |       |
| التربية والتعليم                       | علي رضا كاظمي*        | 25 أغسطس 2021 |                     |       |       |
| الطاقة                                 | علي أكبر محرابيان     | 25 أغسطس 2021 |                     |       |       |
| الصناعة والمناجم والتجارة              | رضا فاطمي أمين        | 25 أغسطس 2021 |                     |       |       |
| الداخلية                               | أحمد وحيدي            | 25 أغسطس 2021 |                     |       |       |
| العدل                                  | أمين حسين رحيمي       | 25 أغسطس 2021 |                     |       |       |
| التراث الثقافي والحرف اليدوية والسياحة | عزت الله ضرغامي       | 25 أغسطس 2021 |                     |       |       |
| النفط                                  | جواد أوجي             | 25 أغسطس 2021 |                     |       |       |
| الاستخبارات                            | إسماعيل الخطيب        | 25 أغسطس 2021 |                     |       |       |
| الصحة والعلاج والتعليم الطبي           | بهرام عين اللهي       | 25 أغسطس 2021 |                     |       |       |
| العلوم والبحث والتكنولوجيا             | محمد علي زلفي‌گل       | 25 أغسطس 2021 |                     |       |       |
| الشباب والرياضة                        | حميد سجادي            | 25 أغسطس 2021 |                     |       |       |
| العمل والتعاون والرفاه الاجتماعي       | حجة الله عبد الملكي   | 25 أغسطس 2021 | 14 يونيو 2022       |       |       |
| العمل والتعاون والرفاه الاجتماعي       | هادي زاهدي وفا        | 14 يونيو 2022 |                     |       |       |
| الطرق والعمران                         | رستم قاسمي            | 25 أغسطس 2021 |                     |       |       |
| * : بالوكالة                           |                       |               |                     |       |       |

### نواب الرئيس
| المنصب                                               | الاسم                     | تاريخ التعيين  | تاريخ المغادرة | الحزب | الحزب |
| ---------------------------------------------------- | ------------------------- | -------------- | -------------- | ----- | ----- |
| رئيس منظمة الطاقة الذرية                             | محمد إسلامي               | 29 أغسطس 2021  |                |       |       |
| رئيس منظمة التراث الثقافي والصناعات اليدوية والسياحة |                           |                |                |       |       |
| رئيس منظمة حماية البيئة                              |                           |                |                |       |       |
| رئيس مؤسسة الشهداء والمضحين                          | أمير حسين قاضي زاده هاشمي | 12 سبتمبر 2021 |                |       |       |
| رئيس منظمة التخطيط والموازنة                         | مسعود مير كاظمي           | 11 أغسطس 2021  |                |       |       |
| رئيس منظمة الإدارة والتوظيف                          |                           | 4 سبتمبر 2021  |                |       |       |
| نائب الرئيس للشؤون القانونية                         |                           | 1 سبتمبر 2021  |                |       |       |
| نائب الرئيس للشؤون البرلمانية                        |                           | 20 أغسطس 2021  |                |       |       |
| نائبة الرئيس لشؤون المرأة والأسرة                    | أنسية خزعلي               | 1 سبتمبر 2021  |                |       |       |
| نائب الرئيس للشؤون الاقتصادية                        | محسن رضائي                | 25 أغسطس 2021  |                |       |       |
| نائب الرئيس للعلوم والتكنولوجيا                      |                           | 3 أكتوبر 2021  |                |       |       |
| رئيس مؤسسة النخب الوطنية                             |                           |                |                |       |       |